# Atelopus tricolor
Atelopus tricolor es una especie de anfibios de la familia Bufonidae.
Habita en Bolivia y Perú.
Su hábitat natural incluye montanos secos y ríos.
Está amenazada de extinción por la pérdida de su hábitat natural. Haciendo honor a su nombre, se constituye de tres colores.